# Satyro Marques

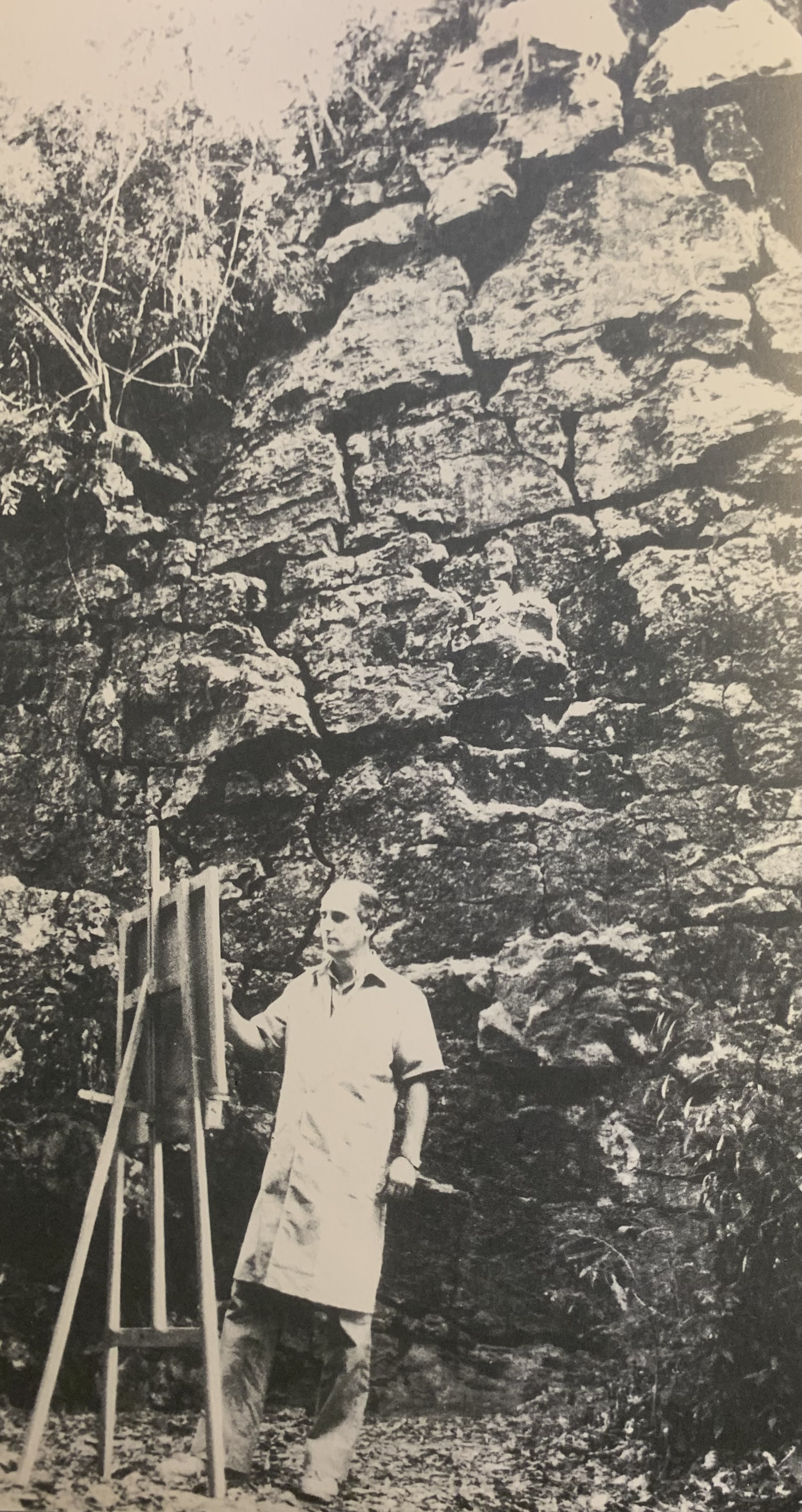

Satyro de Mello Marques (Maceió, 1935 - 2019) foi um pintor autodidata que iniciou sua trajetória artística por volta de 1952, tendo passado a maior parte dela no Rio de Janeiro. Em 1972, serviu no Recife como dentista da Aeronáutica e, com o apoio de amigos, expôs individualmente na Galeria Firenze.
Sua temática foi gradualmente atraída pelo folclore, rituais afro-brasileiros, trabalho, guerreiros, passáros, aves e principalmente cavalos. Ao final de sua carreira dedicou-se a trabalhos místicos como O Apocalipse, exposto atualmente no templo da Legião da Boa Vontade, em Brasília. Satyro foi descrito por muitos como pintor da alma brasileira, pelo fato de ter retratado alguns dos valores culturais do país, quando retratou manifestações regionais, mostrando garimpeiros à procura do ouro, boiadeiros conduzindo sua boiada, pescadores conduzindo suas redes, entre outros com fim de representar a mística popular.

## Técnica
Sendo autodidata, Satyro Marques não teve formação acadêmica em Belas-Artes. No entanto, sua técnica constituiu, de modo geral, ao eleger um tom genérico para cada quadro e promover seu desdobramento, recorrendo a matizes contrastantes para dar vitalidade à composição.

## Principais Obras
- Descida Final, óleo sobre tela, 1984[6]
- Jogo de Pólo, óleo sobre tela, 1986[7]

## Exposições
Expôs individualmente no Recife (1972, 1976, 1979, 1984, 1991, 1997), no Rio de Janeiro (1977, 1978, 1986), em São Paulo (1978, 1984, 1986, 1988, 1998), em Brasília (1989) e em São Luís (1993). Internacionalmente, suas exposições individuais ocorreram em Tampa (1976), Lisboa (1989), Hong Kong (1991) e Narita (1992). Suas obras foram incluídas em exposições coletivas desde 1969, no Rio de Janeiro, integrando salões em Valença (1973), Recife (1975), Hannover (1980), Lille (1980), Paris (1981), Montreal (1983), Quebec (1983), Lafayette (1984), São Paulo (desde 1985) e Coral Gables (1993, 1995).

## Prêmios e Honrarias
Satyro Marques foi agraciado com a Grã-Cruz da Ordem do Mérito das Belas Artes, a Medalha Honoris Arts/SBBA, a Comenda da Ordem do Mérito Presidente Antônio Carlos, a Medalha do Mérito Santos-Dumont e o Troféu Prefeitura de Petrópolis.